# Tina Dietze
Tina Dietze (n. 25 ianuarie 1988, Leipzig, RDG) este o canoistă germană, medaliată olimpică. A participat la 3 ediții ale Jocurilor Olimpice (2012, 2016, 2020) în care a câștigat o medalie de aur și o medalie de argint.